# Distrito de Yoshino
El distrito de Yoshino (吉野郡 Yoshino-gun?) es un distrito localizado en la prefectura de Nara, Japón. En julio de 2019 tenía una población estimada de 37.622 habitantes y una densidad de población de 18,3 personas por km². Su área total es de 2.054,9 km².

## Localidades
- Higashiyoshino
- Kamikitayama
- Kawakami
- Kurotaki
- Nosegawa
- Ōyodo
- Shimoichi
- Shimokitayama
- Tenkawa
- Totsukawa
- Yoshino